# Afriqiyah Airways
Afriqiyah Airways (àrab: الخطوط الجوية الأفريقية, al-Ḫuṭūṭ al-Jawwiyya al-Afrīqiyya) (IATA: 8U; OACI: AAW) és una aerolínia propietat de l'Estat libi. Té la seu a Janzur i la seva base principal a l'Aeroport Internacional de Trípoli. A abril del 2019, la seva flota incloïa dos Airbus A319-100, cinc Airbus A320-200, un Airbus A330-300 i un avió de càrrega Airbus A300-600RF. L'aerolínia s'ha reconstruït des del final de la guerra civil líbia i actualment duu a terme vols a més de 25 països, a més de vols interns a Líbia.